# استیون گری (بازیکن بسکتبال)
استیون گری (انگلیسی: Steven Gray؛ زادهٔ ۸ آوریل ۱۹۸۹) بازیکن بسکتبال اهل ایالات متحده آمریکا است.
از باشگاه‌هایی که در آن بازی کرده‌است می‌توان به کورال روان اشاره کرد.